# Sankt Catharinæ Kirke
Sankt Catharinæ Kirke er en korskirke (viet til Sankt Catharina af Alexandria) er Hjørrings største kirke, beliggende i nærheden af byens gamle torv. Den består af en senromansk kerne af teglsten, men domineres af senere om- og tilbygninger. Disse er:
- sengotisk kor i øst
- sakristi i nord
- kapel i syd
- tårn i vest (midten af 1400 tallet)
- treskibet nordfløj (nu hovedskib) fra 1924-26 med våbenhus nordligst på østsiden.

Af den oprindelige romanske teglstensbygning er kun bevaret få rester, men en lille stump af en profileret sokkel med nederste del af en pilaster viser at den har tilhørt den vendsysselske teglstensgruppe, og enkelte krumhugne kvadre kan tyde på, at den har haft en apsis.
I sengotisk tid, formentlig 1. halvdel af 15. århundrede, blev det oprindelige korparti erstattet af et tresidet afsluttet kor med "knækket" gavl, men korbuen synes at have været bevaret indtil ca. 1650. Ved korets nordside opførtes et sakristi, og hele kirken fik krydshvælv. Kort efter midten af 15. århundrede opførtes ved sydsiden af skibet et kapel med 8-delt hvælv, Sankt Annæ kapel, der i følge en nu forsvunden gravsten var grundlagt af præsten Peder Pedersen, som døde 1489.

## Eksterne kilder og henvisninger
- Wikimedia Commons har flere filer relateret til Sankt Catharinæ Kirke
- Sankt Catharinæ Kirke hos KortTilKirken.dk